# Oleksandr Hordijenko
Oleksandr Serhijovyč Hordijenko (in ucraino Олександр Сергійович Гордієнко?; 21 gennaio 1991) è un judoka ucraino.

## Palmares

### Vittorie nel circuito IJF
| Data            | Località | Paese   | Categoria |
| --------------- | -------- | ------- | --------- |
| 21 gennaio 2018 | Tunisi   | Tunisia | Gran Prix |